# Lebo
Lebo es una ciudad ubicada en el condado de Coffey en el estado estadounidense de Kansas. En el año 2010 tenía una población de 940 habitantes y una densidad poblacional de 324,14 personas por km².

## Geografía
Lebo se encuentra ubicada en las coordenadas 38°24′56″N 95°51′31″O / 38.41556, -95.85861 (38.415517, -95.858633).

## Demografía
Según la Oficina del Censo en 2000 los ingresos medios por hogar en la localidad eran de $39,297 y los ingresos medios por familia eran $45,089. Los hombres tenían unos ingresos medios de $31,058 frente a los $19,821 para las mujeres. La renta per cápita para la localidad era de $16,532. Alrededor del 5.2% de la población estaban por debajo del umbral de pobreza.